# 木下学
木下 学（きのした まなぶ、1968年12月 - ）は、日本の実業家。株式会社ホテルニューアワジ代表取締役社長。

## 人物・経歴
兵庫県淡路島出身。京都産業大学経営学部卒業。大学を卒業後、株式会社ロイヤルホテルに就職。その後1998年に株式会社ホテルニューアワジに入社し、2006年に専務取締役、2015年に代表取締役に就任。現在は、株式会社HNA神戸代表取締役社長を兼務している。